# Akademia FC Pniewy
Akademia FC Pniewy – polski klub futsalu z Pniew występujący w futsalowej Ekstraklasie. Trzykrotny Mistrz Polski. Drużyna wycofała się z rozgrywek przed rozpoczęciem sezonu 2012/13.

## Największe sukcesy

### Ligowe
- mistrzostwo Polski: 2010, 2011, 2012
- wicemistrzostwo Polski: 2007
- 3. miejsce w Ekstraklasie: 2009
- 4. pozycja w I lidze: 2005
- Mistrzostwo II ligi: 2003

### Pucharowe
- Zdobywca Pucharu Polski: 2009
- Finał Pucharu Polski: 2008
- 3. miejsce w turnieju finałowym Pucharu Polski: 2004
- Półfinał Pucharu Polski: 2002

## Historia
Początki Akademii Słowa Poznań to zespół Browary Łazarz, który stworzyli m.in. Klaudiusz Hirsch, Dariusz Pieczyński i Michał Jędrzejczak. Wszyscy ci zawodnicy pochodzą z poznańskiego Łazarza. W tej samej dzielnicy mieszka również Kanclerz Wyższej Szkoły Języków Obcych – Cezary Pieczyński (zbieżność nazwisk z Dariuszem przypadkowa). Dzięki szczęśliwemu zbiegowi okoliczności we wrześniu 1999 roku doszło do spotkania Cezarego Pieczyńskiego z Klaudiuszem Hirschem.
Wtedy właśnie narodził się pomysł stworzenia pod szyldem Akademii Słowa drużyny, która miała brać udział w amatorskich rozgrywkach w Poznaniu. Od tego czasu minęło już 10 lat, podczas których zespół osiągnął więcej niż kiedykolwiek można było przypuszczać, dziś gra w najwyższej klasie rozgrywek polskiego futsalu i walczy o Mistrzostwo Polski.
Od sezonu 2008/09 Akademia korzysta z hali OSiR Pniewy. Współpraca między klubem a gminą Pniewy przebiegała bez zarzutów, więc od sezonu 2009/10 klub oficjalnie nazywa się Akademia Futsal Club Pniewy.
W sezonie 2009/10 Akademia Pniewy w ostatniej kolejce rozgrywek wywalczyła tytuł mistrza Polski w futsalu. Koronę mistrza zespołowi z Pniew dało zwycięstwo w meczu wyjazdowym z Clearexem Chorzów wynikiem 2:6. Jednocześnie główny rywal – Hurtap Łęczyca zdołał tylko zremisować z Rekordem Bielsko-Biała, co dało drużynie z Pniew powód do świętowania upragnionego tytułu mistrzowskiego.
Przed sezonem 2010/11 zespół znacząco się wzmocnił. Pozyskano gwiazdy światowego formatu: Jana Janovskiego oraz Frane Despotovicia, jednak z powodu wycofania się z rozgrywek Hurtapu, nie został rozegrany mecz o Superpuchar Polski.
Drużyna zadebiutowała w rozgrywkach UEFA Futsal Cup 28 września 2010 r. Akademia trafiła do grupy 6, w której zajęła 2. miejsce premiowane awansem do najlepszej szesnastki Europy. W Kazachstanie podczas fazy Elite Round Akademia przegrała wszystkie mecze.
Sezon 2011/2012 był przełomowy dla ekstraklasy futsalu. Po raz pierwszy wprowadzono system play-off. W rundzie zasadniczej Akademia zajęła 3. miejsce za plecami kolejno Wisły i Rekordu. Drużyna pokazała jednak, że jest świetne przygotowana na druga część sezonu pokonując za każdym razem w stosunku 3-0 Gwiazdę, Rekord oraz w finale Wisłę Krakbet Kraków. Tym samym Akademia FC Pniewy po raz 3 z rzędu zdobyła tytuł Mistrza Polski.

## UEFA Futsal Cup

### 2010/11

#### Main Round
| 28 września 2010 | Ekonomac Kragujevac Vladan Cvetanović, Slobodan Rajčević, Mladen Kocić | 3:1(2:0) | Akademia FC Pniewy Bartosz Łeszyk | Hala Jezoro, Kragujevac |
|                  |                                                                        |          |                                   |                         |

| 29 września 2010 | Akademia FC Pniewy Jan Janovsky x2, Dariusz Pieczyński x2, Marcin Stanisławski, Bartosz Łeszyk | 6:2(2:0) | Action 21 Charleroi Mario Lunetta, Sebastiano Canaris | Hala Jezoro, Kragujevac |
|                  |                                                                                                |          |                                                       |                         |

| 1 października 2010 | Kremlin Bicetre United | 0:4(0:2) | Akademia FC Pniewy Dariusz Pieczyński x3, Daniel Lebiedziński | Hala Jezoro, Kragujevac |
|                     |                        |          |                                                               |                         |

| M. | Drużyna                | Pkt | Br.  |
| -- | ---------------------- | --- | ---- |
| 1. | Ekonomac Kragujevac    | 9   | 13-4 |
| 2. | Akademia FC Pniewy     | 6   | 11-5 |
| 3. | Action 21 Charleroi    | 3   | 13-9 |
| 4. | Kremlin Bicetre United | 0   | 1-20 |

#### Elite Round
| 20 listopada 2010 | Kairat Ałmaty Katata x2, Giva, Kelson, Dinmukhambet Suleimenov | 5:1(1:0) | Akademia FC Pniewy | Baluan Sholak Sport Palace, Ałmaty |
|                   |                                                                |          |                    |                                    |

| 21 listopada 2010 | Akademia FC Pniewy Rafał Franz | 1:3(0:1) | Iberia Star Tbilisi Vassoura, Betinho x2, Roninho | Baluan Sholak Sport Palace, Ałmaty |
|                   |                                |          |                                                   |                                    |

| 23 listopada 2010 | Slov-Matic Bratysława Vojtech Várady, Attila Fehérvári, Dušan Rafaj | 3:0(2:0) | Akademia FC Pniewy | Baluan Sholak Sport Palace, Ałmaty |
|                   |                                                                     |          |                    |                                    |

| M. | Drużyna               | Pkt | Br.  |
| -- | --------------------- | --- | ---- |
| 1. | Kairat Ałmaty         | 7   | 10-3 |
| 2. | Iberia Star Tbilisi   | 4   | 5-8  |
| 3. | Slov-Matic Bratysława | 3   | 5-6  |
| 4. | Akademia FC Pniewy    | 3   | 6-8  |

### 2011/2012

#### Main Round
| 24 września 2011 | Akademia FC Pniewy Łukasz Pieczyński x2 | 2:31:1 | Chatelineau Futsal Andre x2, Sebastiano Canaris | Hala Arena, Poznań |
|                  |                                         |        |                                                 |                    |

| 25 września 2011 | Akademia FC Pniewy Bartosz Łeszyk x2, Dominik Solecki | 3:22:1 | Vegakameratene Futsal Thomas Klaussen, Christopher Moen | Hala Arena, Poznań |
|                  |                                                       |        |                                                         |                    |

| 27 września 2011 | Era-Pack Chrudim Michal Mareš x2, Roman Mareš x2, Lukas Rešetár | 5:22:0 | Akademia FC Pniewy Mateusz Mika, Frane Despotović | Hala Arena, Poznań |
|                  |                                                                 |        |                                                   |                    |

| M. | Drużyna               | Pkt | Br.  |
| -- | --------------------- | --- | ---- |
| 1. | Chatelineau Futsal    | 7   | 9-6  |
| 2. | Era-Pack Chrudim      | 6   | 13-8 |
| 3. | Akademia FC Pniewy    | 3   | 7-10 |
| 4. | Vegakameratene Futsal | 1   | 6-11 |

## Sponsorzy
- Wyższa Szkoła Języków Obcych
- Gmina Pniewy
- Hansgrohe
- KarlKnauer
- Kelme
- Kraina Wspomnień
- Torez
- Medicus

## Patroni medialni
- Wielkopolskisport.pl
- Polska Głos Wielkopolski
- Radio Merkury
- Echo Miasta
- Pniewy24.pl
- www.pniewy.wlkp.pl
- Futsalpniewy.pl
- Gazeta Szamotulska

## Kadra zespołu
| Nr               | Kraj      | Imię i nazwisko                  | Data urodzenia | Poprzedni klub          |
| ---------------- | --------- | -------------------------------- | -------------- | ----------------------- |
| Bramkarze        |           |                                  |                |                         |
| 18.              | Mołdawia  | Nicolae Neagu                    | 08.02.1983     | Dynamo Kiszyniów        |
| 26.              | Polska    | Szymon Jankowski                 | 23.06.1981     | wychowanek              |
| 28.              | Polska    | Maciej Foltyn                    | 24.04.1992     | Red Dragons Pniewy      |
| Zawodnicy z pola |           |                                  |                |                         |
| 4.               | Polska    | Michał Wojciechowski             | 09.07.1988     | wychowanek              |
| 5.               | Polska    | Mateusz Mika                     | 08.11.1983     | Pogoń 04 Szczecin       |
| 6.               | Hiszpania | David Fernandez Hurtado "Longhi" | 26.06.1980     | Bargas/I. Siglo XXI     |
| 6.               | Polska    | Łukasz Laskowski                 | 15.08.1993     | Bargas/I. Siglo XXI     |
| 7.               | Hiszpania | Jesus Hurtado Caceres "Chus"     | 27.10.1988     | El Escorial Futbol Sala |
| 8.               | Polska    | Łukasz Pieczyński                | 15.10.1984     | wychowanek              |
| 9.               | Polska    | Dariusz Pieczyński               | 14.03.1977     | wychowanek              |
| 10.              | Chorwacja | Frane Despotovic                 | 25.04.1982     | Muć Bitumine            |
| 11.              | Hiszpania | Carlos Calvo Diaz                | 17.02.1984     | Melilla                 |
| 14.              | Polska    | Bartosz Łeszyk (C)               | 04.12.1980     | wychowanek              |
| 16.              | Polska    | Mateusz Jedliński                | 17.09.1993     | wychowanek              |
| 17.              | Polska    | Dominik Solecki                  | 17.07.1990     | KS Gniezno              |
| 19.              | Polska    | Daniel Lebiedziński              | 28.02.1984     | PA Nova Gliwice         |
| 20.              | Polska    | Filip Mójta                      | 20.04.1990     | wychowanek              |
| 20.              | Polska    | Jacek Przybyłowicz               | 12.02.1993     | wychowanek              |
| 23.              | Polska    | Jędrzej Jasiński                 | 18.06.1989     | Clearex Chorzów         |
| 30.              | Polska    | Tomasz Gajewski                  | 24.04.1993     | wychowanek              |
| 31.              | Polska    | Adrian Budzisz                   | 12.02.1994     | wychowanek              |
| 35.              | Polska    | Dawid Walczak                    | 1.09.1993      | wychowanek              |
| 88.              | Polska    | Patryk Przybylski                | 12.01.1993     | wychowanek              |

## Sztab szkoleniowy
Prezes
Cezary Pieczyński
Trener
Klaudiusz Hirsch
Asystent trenera
Rafał Czerniak
Kierownik zespołu
Mariusz Matuszewski
Menedżer do spraw sponsoringu
Jakub Lewandowski
Rzecznik prasowy
Krzysztof Kaczyński
Masażysta
Kornelia Drozda